# 159164 La Cañada
(159164) La Cañada, denumire internațională (159164) La Canada, este un asteroid din centura principală de asteroizi.

## Descriere
159164 La Cañada este un asteroid din centura principală de asteroizi. A fost descoperit pe 3 mai 2005 la La Cañada de Juan Lacruz. Asteroidul prezintă o orbită caracterizată de o semiaxă mare de 2,75 ua, o excentricitate de 0,23 și o înclinație de 12,3° în raport cu ecliptica.